# Cantonul Varades
Cantonul Varades este un canton din arondismentul Ancenis, departamentul Loire-Atlantique, regiunea Pays de la Loire, Franța.

## Comune
- Belligné
- La Chapelle-Saint-Sauveur
- Le Fresne-sur-Loire
- Montrelais
- La Rouxière
- Varades (reședință)